# Charles Le Blanc (1817-1865)
Pour les articles homonymes, voir Charles Le Blanc et Le Blanc.
Ne doit pas être confondu avec Charles Blanc.
Charles Le Blanc (Paris, 18 avril 1817 - Paris, 12 juillet 1865) est un historien de l'art et marchand d'art français. 
Bibliothécaire au Département des estampes de la Bibliothèque impériale à Paris (l'ancêtre de la Bibliothèque nationale de France) de 1839 à 1855, il est un spécialiste de l'estampe, et est notamment l'auteur de l'ouvrage de référence Manuel de l'Amateur d'estampes (1854).
En novembre 1852, il épouse à Paris, Léonide Élisabeth Pauline Carly de Svazzema, soeur de Mathilde Carly de Svazzema. Pauline épouse en 3e noce, l'architecte Léon de Sanges.

## Œuvres
- Le graveur en taille douce, ou Catalogues raisonnés des estampes dues aux graveurs les plus célèbres (1847)[6].
- Catalogue de l'œuvre de Jean-Georges Wille, graveur, avec une notice biographique (1847)[7].
- Catalogue de l'œuvre de Robert Strange, graveur - avec une notice biographique (1848, avec Robert Strange)[8].
- Notice des estampes anciennes et modernes formant le cabinet de feu M. Louis-Joseph Jecker (1851)[9].
- Catalogue des livres d'heures, dessins et estampes formant le cabinet de feu M. Pierre Vischer, de Bâle (1852)[10].
- Manuel de l'amateur d'estampes (1854)[11],[12]
- Catalogue de la curieuse collection d'estampes, gravures au burin, eaux-fortes & clairs-obscurs des maîtres les plus estimés des écoles allemande, flamande, hollandaise, italienne & française, du XVe au XVIIIe siècle, provenant du cabinet de M. V******** d'Anvers, dont la vente... aura lieu Hôtel des ventes, rue Drouot... les lundi 31 mars, mardi et mercredi 1er et 2 avril 1856 (1856)[13].
- Catalogue de la belle collection d'estampes recueillie par feu M. le Cte Adolphe Thibaudeau (1857)[14].